# كفيل
كفيل (بالفارسية: کفیل) هي قرية تقع في قسم بسطام الريفي (مقاطعة تشايبارة) في إيران. يقدر عدد سكانها بـ 126 نسمة .